# Julia, du bist zauberhaft (Film)
Julia, du bist zauberhaft ist ein Film des Regisseurs Alfred Weidenmann aus dem Jahr 1962 nach dem Roman Theater von William Somerset Maugham. Die Hauptrolle der Julia ist mit Lilli Palmer besetzt. Charles Boyer spielt ihren Ehemann, Jean Sorel ist als ihr jugendlicher Liebhaber besetzt, Charles Regnier spielt einen Freund der Familie und Thomas Fritsch Julias Sohn.

## Handlung
Julia Lambert ist eine immer noch sehr erfolgreiche, wenngleich auch nicht mehr ganz junge Schauspielerin an einem Londoner Theater. Ihr Regisseur und Ehemann Michael ist ihr ergeben, doch ist die Beziehung ein wenig reizlos geworden. Julia erwägt, einen Freund der Familie, Lord Charles Tamerly zu verführen, lässt es dann aber doch sein. Tom Fennel, der junge Steuerberater des Theaters, verliebt sich in die Diva und macht ihr den Hof – und sie lässt sich auf eine Amour fou ein. Tom ist arm und so greift Julia ihm unter die Arme. Doch gerade dieses gönnerhafte Verhalten lässt die Gefühle des jungen Mannes, der übrigens nur wenig älter als Julias Sohn Roger ist, abkühlen und schon bald bändelt er mit einer jungen Schauspielerin des Theaters an, die ihn dazu benutzt, ihre Karriere voranzutreiben. Julia ist nicht bereit, sich von einer Jüngeren vorführen zu lassen, weder auf der Bühne noch in ihrem Liebesleben. So gibt sie ihrem Liebhaber nicht ganz leichten Herzens zuerst den Laufpass, um das Gesicht zu wahren, und auf der Premiere ihres nächsten Stückes spielt sie die Nachwuchsschauspielerin gnadenlos an die Wand. Von diesem Erfolg äußerst befriedigt, geht sie inkognito in ein Restaurant, um sich einem normalerweise unerlaubten Vergnügen hinzugeben, einer üppigen Mahlzeit, die sie mit den Worten quittiert: „Was ist die Liebe gegen ein Beefsteak mit Bratkartoffeln!“ Dort wird sie von ihrem Mann entdeckt und angesprochen, der ihr nicht nur ihre Capricen verzeiht, sondern sie auch wieder auf den Pfad der Tugend, oder zumindest in den Schoß der Familie zurückgeleitet.

## Produktionsnotizen
Gedreht wurde vom 18. September 1961 bis zum 5. Dezember 1961 in Wien und London. Produktionsfirma war die Productions de l’Etoile in Paris sowie die Wiener Mundus-Film, Alfred Stöger. Die Bauten stammten von Leopold Metzenbauer. In der Bundesrepublik Deutschland wurde der Film am 10. August 1962 uraufgeführt. In die Kinos der DDR kam er am 28. Juni 1963. Das ZDF strahlte ihn erstmals am 9. Oktober 1967 aus, DFF 1 am 24. Dezember 1968.

### DVD
Julia, du bist zauberhaft erschien am 11. Oktober 2013 auf DVD, Anbieter: Filmjuwelen (Alive AG). Diese umfasst jedoch nur 90 Minuten.

## Kritik
„Eine in die Jahre gekommene Diva beginnt ein Liebesverhältnis mit einem jungen Mann, bis sie schließlich wieder zur Besinnung kommt. Brillant inszenierter Unterhaltungsfilm nach einer Vorlage von Somerset Maugham.“

„Elegantes, von leiser Ironie durchzogenes Unterhaltungstheater nach Somerset Maugham; ausgezeichnet gespielt, mit streckenweise geistreichem Dialog.“

„Treffende Gesellschaftskritik des englischen Schriftstellers Maugham, ebenso treffend ins Filmische übertragen. Jedoch nur für urteilssichere Erwachsene.“

## Neuverfilmung
2004 entstand unter der Regie von István Szabó unter dem Titel Being Julia eine weitere Verfilmung des Romans von Somerset Maugham, mit Annette Bening als Julia und Jeremy Irons als Gosselyn.